# Gothic metal

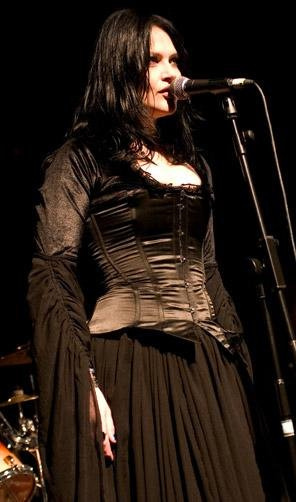
Vibeke Stene, vocalista soprană a formației Tristania

Gothic metal, goth metal sau Gothic-Doom este un subgen al muzicii heavy metal și gothic rock, care combină tăria doom metalului sau death-doom cu atmosfera sumbră de gothic rock.. Genul a apărut în anii '90 în Europa, ca derivat al doom metal-ului. Versurile sunt în general inspirate din ficțiunea gotică, precum și din experiențele personale ale artiștilor.

## Caracteristici

### Muzica
Pionierii de gothic metal includ Paradise Lost, My Dying Bride și Anathema, toate din nordul Angliei. Alți pionieri din prima jumătate a anilor 1990 includ Type O Negative din Statele Unite ale Americii, Tiamat din Suedia, și The Gathering din Olanda. Norvegienii de la Theatre of Tragedy au dezvoltat "Frumoasa si Bestia", procedeu estetic de a combina voce agresive de sex masculin "crowl"/"growl" (specific genurilor Black Metal și Death Metal, cu voce de sex feminin curate, un contrast de la care a fost adoptată de numeroase grupuri de gothic metal. Formația greco-română On Thorns I Lay a făcut, de asemenea, parte din această primă valurie de precursori și a contribuit la dezvoltarea genului și la sistematizarea contrastului vocal între vocea masculină și cea feminină, la sfârșitul anilor 1990. Au avut de altfel un anumit succes cu albumele lor "Orama", "Crystal Tears" și "Future Narcotics". Membrii formației au menționat că atmosferele întunecate, romantice și melancolice de pe albumul "Crystal Tears", care le-au adus mult succes, au fost inspirate de peisajele și climatul României, atunci când au locuit aici în timpul studiilor lor de Medicină.La mijlocul anilor 1990, Moonspell, Theatre des Vampires, Rotting Christ și Cradle Of Filth au adus o abordare gothic la black metal. Până la sfârșitul acestui deceniu, varianta de gothic metal Metal simfonic a fost dezvoltat de Tristania, Nightwish și Within Temptation. Nightwish a integrat, de asemenea, elemente de metal gotic în binecunoscutul lor amestec de metal simfonic și power metal.
În anii 2000, metalul gotic a evoluat în Europa, în special în Finlanda, unde grupuri precum Entwine, HIM, Lullacry și Poisonblack au lansat single-uri de succes sau albume de top. În SUA, însă, doar câteva trupe precum Type O Negative și Evanescence au găsit un anumit grad de succes comercial.

## Etimologie
Termenul de gothic a intrat în muzica heavy metal odată cu lansarea albumului Gothic al formației Paradise Lost în 1991. De atunci, fanii au fost adesea în dezacord între ei în ceea ce privește „ce trupe sunt sau, cu siguranță, nu sunt, în mod autentic gote”. Unii muzicieni au contestat eticheta gotică asociată cu trupele lor, inclusiv Rozz Williams de la Christian Death și Andrew Eldritch de la Sisters of Mercy. În subgenul gothic metal, membrii din grupuri precum After Forever HIM și Nightwish au minimizat sau au respins în mod similar eticheta gothic din muzica lor.

## Caracteristici
Metalul gotic se caracterizează în general prin atmosferele întunecate. Adjectivul „întunecat” este folosit în mod obișnuit pentru a descrie muzica gotică în general, în timp ce alți termeni care sunt mai puțin folosiți includ profund, romantic, pasional și intens. Metalul gotic a fost uneori privit ca „o combinație a întunericului și melancoliei rockului goth cu metalul greu”. Allmusic definește genul ca o fuziune a „atmosferei sumbre și înghețate ale rockului goth cu chitarele zgomotoase și agresivitatea heavy metalului” și subliniază în continuare că „metalul goth adevărat este întotdeauna influențat direct de rock goth — sintetizatoarele eterice și texturile înfricoșătoare sunt doar la fel de importante ca riff-urile de chitară, dacă nu mai mult”.

### Versurile

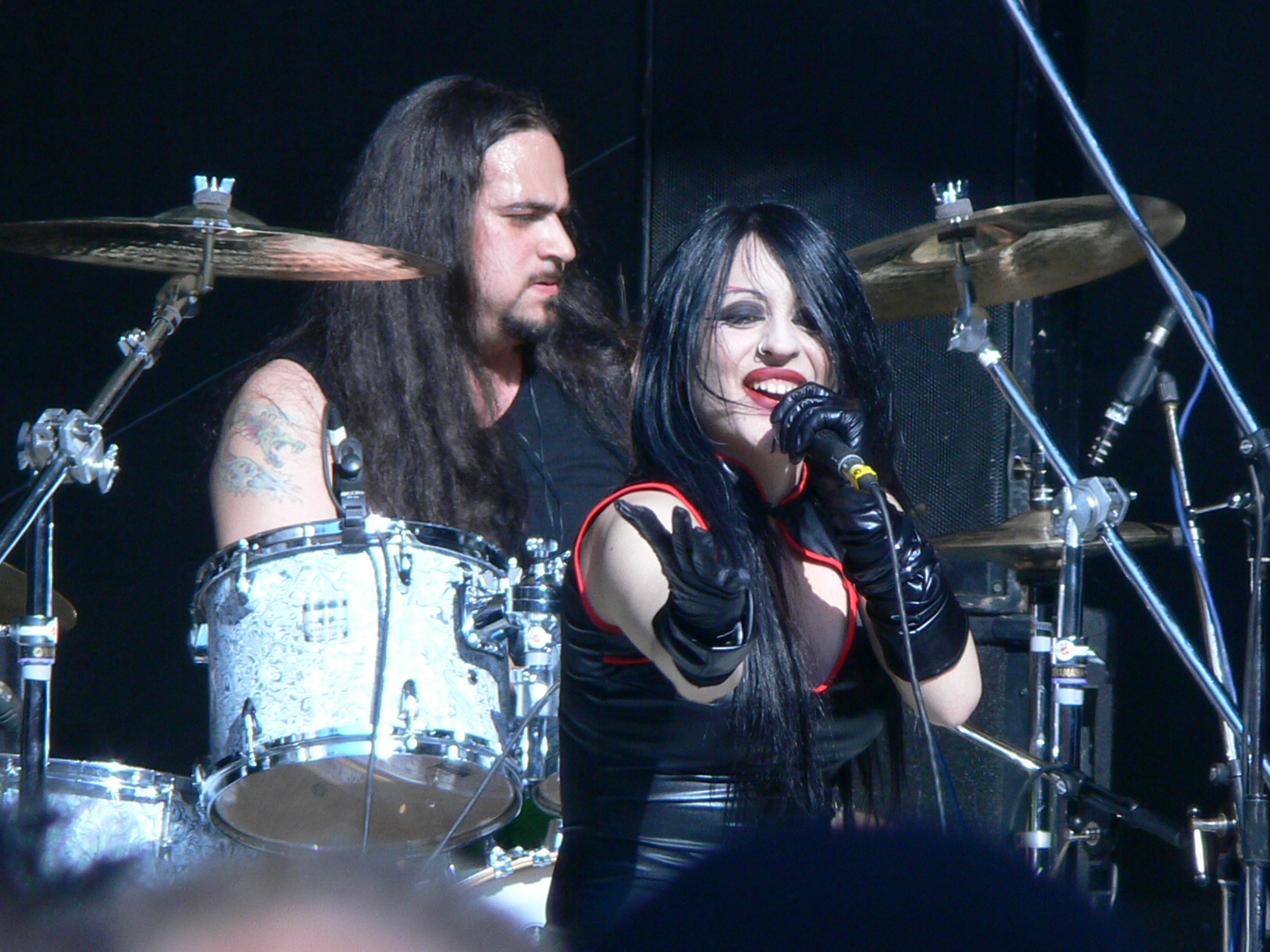
Formația italiană de gothic black metal Theatres des Vampires manifestă un interes profund pentru mitul vampirilor.

Versurile tratează de regulă teme romantice și fantastice. Melodiile sunt adesea povești cu sfârșit tragic, petrecute într-o lume fantastică sau medievală. Se vorbește, de asemenea, despre iubiri neîmplinite, decepții, moarte, religie, mitologie și stări sufletești profunde. Melodiile sunt acuzate că aduc stări depresive și pesimism.

## Formații
- Printre primele formații care au abordat acest gen muzical se numără Tristania și Theatre of Tragedy (doar primele albume).

- Alte reprezentante importante sunt: Sirenia, Macbeth, Epica, The Sins of Thy Beloved.

- Formații care au încrucișat Gothic Metal-ul cu Black Metal sau Death Metal: Cradle of Filth, Crematory, Graveworm, Penumbra, Sariola, Theatres des Vampires, Vampiria, etc.

- Formații clasificate ca Gothic-Doom Metal: Draconian, Type O Negative, Paradise Lost, Moonspell, Lake Of Tears.

- Formații care abordează un stil la limita dintre Gothic Metal și Symphonic Metal sau ambele stiluri: After Forever, Elis, Lacuna Coil, Within Temptation, Xandria.